# Cataulacus pompom
Cataulacus pompom é uma espécie de formiga do gênero Cataulacus, pertencente à subfamília Myrmicinae.